# Kösliner Konsistorium
Das Kösliner Konsistorium, auch Hinterpommersches Konsistorium zu Köslin oder Evangelisches Konsistorium Köslin, war im 18. und 19. Jahrhundert eine Gerichts- und Verwaltungsbehörde der evangelisch-lutherischen Kirche (Konsistorium) in dem zu Preußen gehörenden Hinterpommern.
Es wurde im Jahre 1747 durch Ausgliederung des östlichen Hinterpommerns, des Gebiets der sogenannten Hinterkreise, aus dem Bezirk des in Stettin sitzenden Pommerschen und Camminschen geistlichen Konsistoriums gegründet. Sitz des Konsistoriums war die Stadt Köslin. Sein räumlicher Zuständigkeitsbereich entsprach dem des im Jahre 1721 gebildeten Kösliner Hofgerichts, er umfasste den Bereich der evangelisch-lutherischen Synoden Belgard, Bublitz, Kolberg, Körlin, Köslin, Neustettin, Rügenwalde, Schlawe und Stolp.
Dem Kösliner Konsistorium war auch das für die Lande Lauenburg und Bütow gebildete Lauenburger Konsistorium unterstellt. Nach dessen Aufhebung im Jahre 1773 wurde sein Bereich zunächst dem Westpreußischen Konsistorium zu Marienwerder unterstellt, ab 1804 dann dem Kösliner Konsistorium.
Mitglieder des Kösliner Konsistoriums waren der jeweilige Präsident des Kösliner Hofgerichts, zwei weltliche Räte und ein geistlicher Rat.
Das Kösliner Konsistorium wurde im Jahre 1815 im Rahmen der Umgestaltung der Konsistorien in Preußen zugunsten des neuerrichteten Konsistoriums der Provinz Pommern aufgehoben.
Akten des Konsistoriums befinden sich heute im Archiwum Państwowe w Szczecinie (Staatsarchiv Stettin), ein kleiner Teil (0,1 lfm) im Landesarchiv Greifswald.